# Павлюхин, Александр Афанасьевич
Александр Афанасьевич Павлюхин (18 (30) августа 1895, Казань, Казанская губерния, Российская империя — 6 августа 1918, Казань, Казанская губерния, Советская Россия) — российский революционер. Участник Первой мировой войны, Гражданской войны в России, организатор отряда рабочего ополчения для обороны Казани от восставших чехословаков и белых, погиб в бою.

## Биография
Александр Афанасьевич Павлюхин родился 18 (30) августа 1895 года в Казани. Из семьи рабочих — Натальи Петровны (1873—1920) и Афанасия Амоссовича Павлюхиных (1871—1919). Был старшим ребёнком среди шести детей. С детства приобщился к труду и помогал отцу, работавшему маляром в экипажной мастерской Мохова. В дальнейшем, после недолгих занятий в школе, Павлюхин пошёл в ученики к портному, освоил профессию и стал работать на швейной фабрике Садилова. Там он испытал, по оценкам биографов, все тяготы подневольного труда и бесправия при царизме.
В 1914 году, после начала мировой войны, был мобилизован в действующую армию, служил в Закатальском 164-м пехотном полку. В ходе боёв и окопной жизни сблизился с бывалыми солдатами, в прошлом бывшими рабочими, стал интересоваться большевизмом, слушал агитаторов, читал антивоенные газеты и листовки, был свидетелем солдатских братаний. По оценкам биографов, в результате Павлюхин постепенно пришёл к выводу об империалистическом характере этой войны, взгляды его сменились на оппозиционные царскому самодержавию, насильно согнавшем солдат на войну.
В 1916 году, получив ранение в левую руку под Галичем, вернулся домой в Казань. Поступив на фабрику Шабанова, работал инструктором-закройщиком, где делился с рабочими тем, что постиг на фронте. В дни Февральской и Октябрьской революций участвовал в митингах и собраниях, а после установления советской власти вошёл в тесную связь с губернским комитетом РСДРП(б), выполнял его поручения и задания. После национализации фабрика Шабанова получила новое название «Победа». Она была наиболее крупным предприятием в Суконной слободе, а партийцы и активные рабочие данной фабрики являлись главной опорой большевистского райкома.
Летом 1918 года при поддержке Антанты началось антисоветское восстание корпуса военнопленных чехословаков, охватившее несколько городов вдоль Транссибирской магистрали от Волги до Владивостока, что вызвало ряд контрреволюционных выступлений в Поволжье, на Урале, в Сибири и на Дону. К июню того же года чехословаками в союзе с белогвардейцами были захвачены восточные и юго-восточные районы Казанской губернии, а в июне они начали наступление на Казань, в связи с чем сложилась угроза подавления революции. Ввиду этого, на фабрике была создана рабочая дружина из 200 человек, в организации и обучении членов которой принял активное участие бывший фронтовик Павлюхин. К сопротивлению готовящемуся вторжению также присоединились многие трудящиеся Казани, коммунистические и рабочие отряды ополчения бывших заводов Крестовниковых и Алафузова, фабрики «Поляр» и государственного завода. По данным историков, всего в боях за Казань приняло участие более пяти тысяч рабочих городских заводов и фабрик, в том числе с военно-обмундировальной фабрики «Победа».
Утром 5 августа 1918 года чехословаки и белые высадили десант на Дальнем Устье ниже пристани, но силами латышских стрелков и рабочих отрядов они были разгромлены. В ночь с 5 на 6 августа отряд Павлюхина был переброшен на берег Волги выше пристани, куда также прибыли другие рабочие дружины и регулярные войска Красной гвардии. Совместными силами они должны были дать отпор неприятельскому десанту, однако тот, выяснив положение революционных войск, высадился в другом месте — далеко от пристани, у села Большие Отары. Белые войска наступали на Казань двумя колоннами — войск КОМУЧа и чехословаков. Первая — между озёр Верхний и Средний Кабан, со стороны Горок и Бутырок на Суконную слободу. Вторая же — вдоль западного берега Среднего Кабана, от Архиерейской дачи на Плетени и Ново-татарскую слободу. Около деревни Поповка чехословаков и белых встретил коммунистический отряд из 30 человек, силы оказались неравными и первая колонна неприятеля пробилась в город с востока, со стороны татарского кладбища. Здесь отборным офицерским частям полковника Каппеля противостояли солдаты 5-го Земгальского латышского полка, интернациональный батальон имени Карла Маркса, а также рабочие отряда, в том числе с фабрики «Победа».

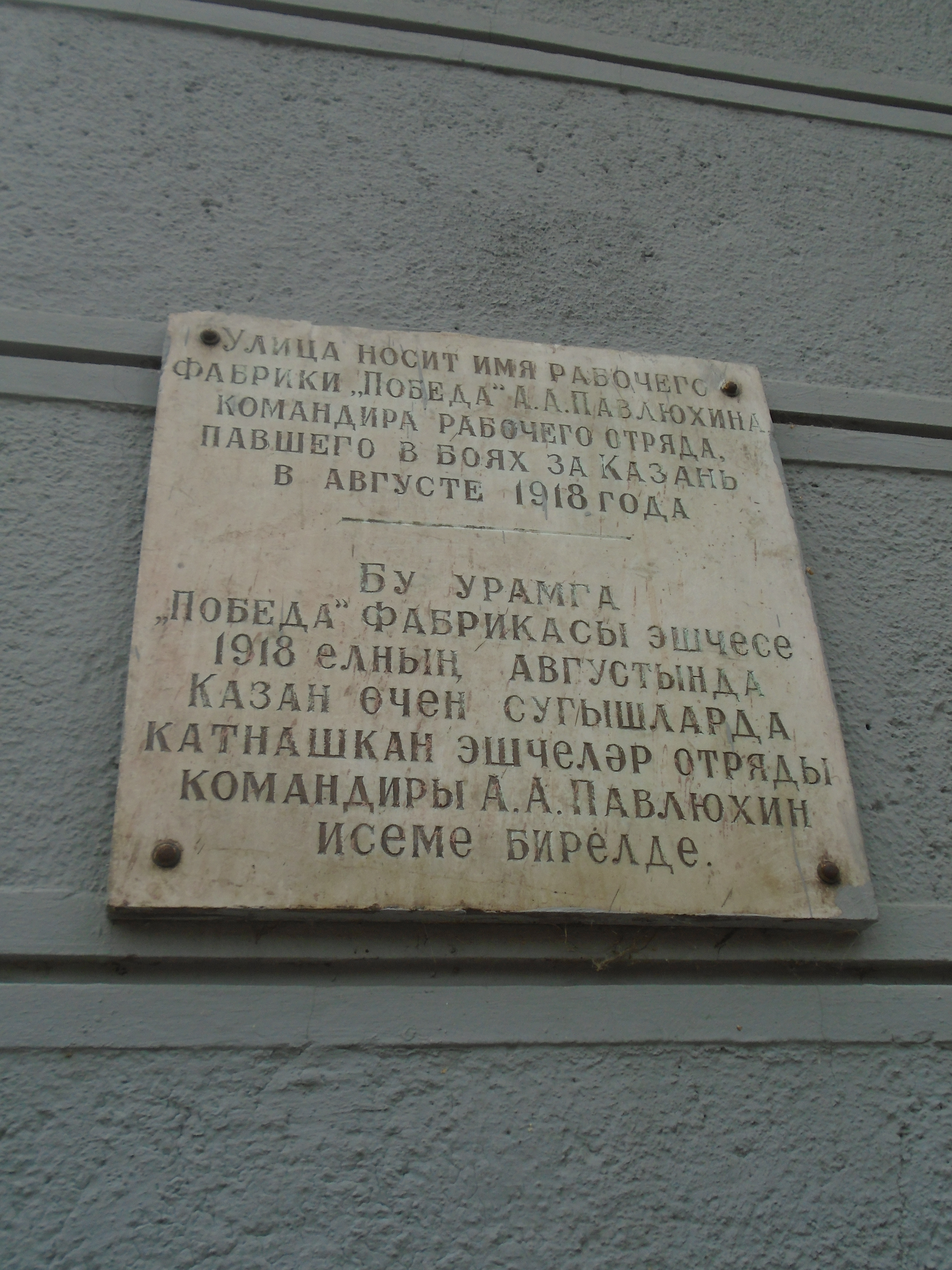
Мемориальная доска на улице Павлюхина

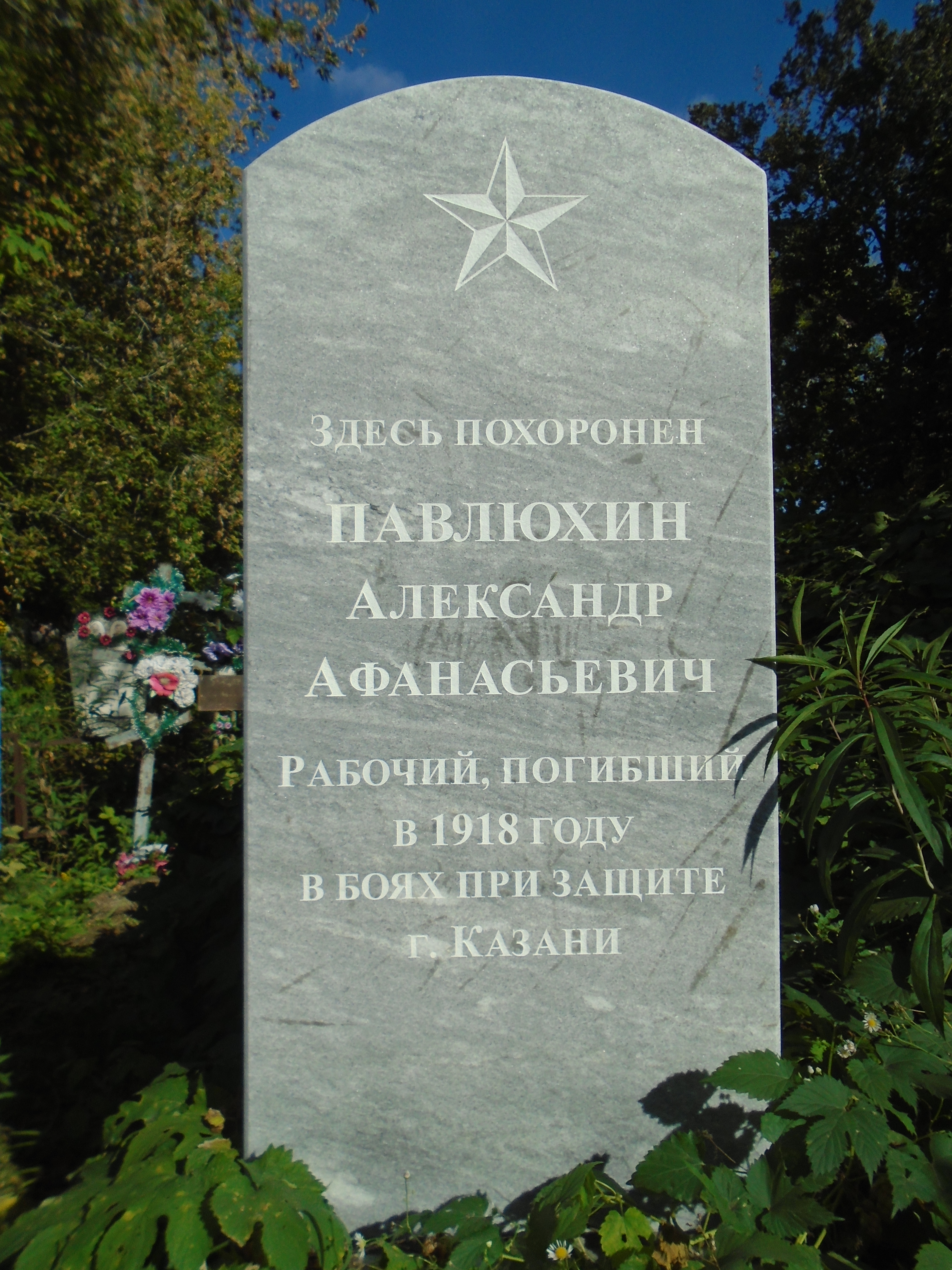
Могила Павлюхина (современный памятник)

Рано утром 6 августа Павлюхин проснулся от артиллерийских разрывов и отправился на фабрику. Туда уже прибывали коммунисты и рабочие активисты, в том числе которых были П. М. Белозёров, М. Барышников, К. Корочев, В. Позенков, Д. Балыкин, Г. Казанкин, П. Дианов, Некрасов, Луковский, а также двоюродный брат Павлюхина — Николай. Вооружившись, одна группа дружинников, в основном — из коммунистов, была послана в распоряжение председателя губкома, другая осталась на фабрике. Павлюхин вместе с товарищами устроил на третьем этаже своей фабрики наблюдательный пункт. К полудню части неприятеля приблизились к железнодорожному полотну в направлении Дальне-Архангельской улицы, рабочие открыли по противнику ружейный и винтовочный огонь, однако под их напором части дружинников стали отходить. Белые части продолжили наступать перебежками от дома к дому и затем появились на улице Соколовой. К трём часам дня, продвинувшись от Сорочьего рынка, в ходе второй атаки чехословаки и белые окружили фабрику с трёх сторон, однако небольшой отряд рабочих, в числе которых был и Павлюхин, не сложил оружия.
К тому времени дружинников оставалось немного, а боеприпасы у них кончались, так что стреляли лишь по верной цели. Павлюхин вёл меткий огонь поочерёдно из разных окон. Стрелять он не прекратил и когда вокруг него не осталось товарищей — все члены рабочей дружины убиты в бою чехословаками и белыми. Вскоре неприятель прорвался к зданию, Павлюхин был насмерть сражён пулемётной очередью, фабрику заняли белые.

## Память
Похоронен был Павлюхин на Архангельском кладбище, а на могиле поставлен памятник по решению горисполкома. Постановлением Казанского городского совета от 16 мая 1929 года именем Павлюхина была названа улица Соколовая, где находилась фабрика «Победа», на которой он в день своей гибели бился против наступавших чехословаков и белых.